# モザイク (遊佐未森のアルバム)
『モザイク』は遊佐未森の5枚目のオリジナルアルバム。前作からちょうど1年後の1991年9月21日にエピックソニー から発売された。サウンドプロデュースは中原信雄。

## 概要
遊佐未森が初のセルフプロデュースをしたが、デビュー当初から遊佐のブレーン的存在であった外間隆史がこのアルバムからは外れ、一曲の作曲のみにとどまっている。ジャケットデザインは従来のものを引き継ぎ、歌詞カードには歌詞のほかに遊佐未森のミニ写真集が収録されているが、外間隆史による童話はなくなり、遊佐自身のエッセイ（散文詩ともとれる）が1ページのみ掲載されている。初回限定版はデジパック仕様。
アルバム後半は、遊佐自身の作詞作曲による30分にもおよぶ組曲『Language of Flowers』が収録されている。各曲が各季節をイメージしており、その季節の花の名前とその花言葉を曲名にしている。なおこの組曲を元に竹富島でロケを行い「Rondo Piccollo」としてビデオが作られた。
ミックスダウンとジャケット撮影をイタリアで行った。
遊佐未森はこのアルバムの制作について「今回はいつもの外間（隆史）さんに代わって中原（信雄）さんが中心にアレンジをしてくださって。そこにアコーディオンの小林（靖宏）さんとギターの佐橋（佳幸）さんが加わって……。それがすごく新鮮だったの。それぞれの性格も出るしね。佐橋さんはすごく細やかな感じで譜面もキチンと書いてね。小林さんは、本当にオーケストラみたいな感じで、一発でワッと録っちゃうみたいなね。それで中原さんはね（笑）譜面を書かないの。」と語っている。
映画『アルスラーン戦記』のテーマ曲となった『靴跡の花』が1991年7月18日に先行シングルとして発売され、アニメ『横山光輝 三国志』のエンディングテーマ曲として採用された『空』が1991年10月10日にシングルカットされている。
1992年11月21日にはミニディスクとして発売(ESYB7013)。2ndアルバム『空耳の丘』以来、CD以外のメディアとなった。
2006年12月13日にSony Music Directより再発売された。（当初はリマスター版として発売を予定していたが、オリジナル音源での発売に変更になった）

## 収録曲
1. シリウス（作詞：遊佐未森、井上妙　作曲：中原信雄　編曲：中原信雄）
2. Will（作詞：工藤順子　作曲：遊佐未森　編曲：中原信雄）
「空」のカップリング曲。
「この曲を書いて、詞を工藤さんにお願いするときに“もう、好きで好きでしょうがないんです”って歌詞にしてくださいってお願いしたんです。あと、サビのところのメロディーが気に入ってて、そのフレーズでガンッってきてほしいって」[2]（遊佐未森）
3. 空（作詞：工藤順子　作曲：遊佐未森　編曲：中原信雄）
「本当はね、これ、あるアイドルの女の子に書いた曲だったの。結局使われなかったんだけど「僕の森」みたいな曲をって依頼されてね。彼女にとって10代最後のシングルだということで」[3]（遊佐未森）
4. 靴跡の花（作詞：工藤順子　作曲：遊佐未森　編曲：中原信雄）
5. だいじょうぶ（作詞：遊佐未森　作曲：遊佐未森　編曲：中原信雄）
「靴跡の花」のカップリング曲。
6. きみのなかに（作詞：井上妙　作曲：外間隆史　編曲：中原信雄）
7. i　プロローグ（作曲：coba　編曲：coba）
8. ii　フリージア［無邪気］（作詞：遊佐未森　作曲：遊佐未森　編曲：coba）
9. iii　すみれ［田舎の幸福］（作詞：遊佐未森　作曲：遊佐未森　編曲：中原信雄）
10. iv　つゆくさ［小夜曲］（作詞：遊佐未森　作曲：遊佐未森　編曲：佐橋佳幸）
11. v　われもこう［変化］（作詞：遊佐未森　作曲：遊佐未森　編曲：中原信雄）
12. vi　ポインセチア［祝福］（作詞：遊佐未森　作曲：遊佐未森　編曲：中原信雄）

- 7曲目の『i プロローグ』以降が組曲『Language of Flowers』

## 主な参加ミュージシャン
- 青山純(Ds)
- 佐橋佳幸(G)
- 鶴来正基(Key)
- 梅崎俊春(Programming)
- 中原信雄(B, Key)
- 古賀森男(G)
- 小倉博和(G, Bouzouki)
- coba(Accordion)
- 仙波清彦(Perc)
- バカボン鈴木(B)
- 渡辺等(B, mandlin)
- 生垣淑子(P)
- 大畠條亮(Fagotto)
- 甲藤さち(Flute, Piccolo)
- 山根公男(Clarinet)
- 吉田将(Fagotto)
- 金子飛鳥(Violin)
- 立花まゆみ(Cello)
- 吉田将(Fagotto)
- 伊丹雅博(A.Guitar)
- 越智義朗(Perc)
- 越智義久(Perc)
- 梯郁夫(Perc)
- 篠崎隆(Oboe)